# Hongeo koreana
Hongeo koreana är en rockeart som först beskrevs av Jeong och Tetsuji Nakabo 1997.  Hongeo koreana ingår i släktet Hongeo och familjen egentliga rockor. IUCN kategoriserar arten globalt som otillräckligt studerad. Inga underarter finns listade i Catalogue of Life.